# Eigil Skov Jørgensen
Eigil Skov Jørgensen (7. juli 1922 – 12. februar 2016) var en dansk elektromekaniker og medlem af modstandsgruppen Holger Danske. Han blev våbenproduktionsleder for Holger Danske under besættelsen og gik under dæknavnet Marius Foss.
Under besættelsen var det svært at skaffe våben. Danmark var et fredeligt land og våben var ikke noget borgerne lå inde med.